# براکسبورن
براکسبورن (به انگلیسی: Broxbourne) یک شهرک در بریتانیا است که در انگلستان واقع شده‌است. براکسبورن ۱۵٬۳۰۳ نفر جمعیت دارد.

## خواهرخوانده
شهر سوترا (کومونه) خواهرخواندهٔ براکسبورن هست.